# Jakob V av Skottland
Jakob V av Skottland, född 10 april 1512 i Linlithgow, död 14 december 1542 i Falkland, kung av Skottland 1513-1542. Han var son till Jakob IV av Skottland och Margareta av England.
Jakob blev kung 1513. Under hans minderårighet leddes styret av en aristokratisk förmyndarregering av växlande sammansättning. 1528 tog han själv parti mot earlen Angus, och fördrev honom ur landet. Jakob orienterade sig utrikespolitiskt mot Frankrike och tog sina bägge gemåler därifrån, vilket ledde till ett spänt förhållande mellan England och Frankrike. 1542 utbröt ett krig mellan Skottland och England vilket slutade med ett katastrofalt nederlag för Skottland.
Kort efter detta avled Jakob V. Han efterlämnade endast ett legitimt barn, dottern Maria Stuart. I ett förhållande med Margaret Erskine, dotter till lord Erskine, föddes en son, James Stewart, 1:e earl av Moray
Gift med 1) 1537 med Madeleine (född 1520, död 1537; dotter till Frans I av Frankrike)
Gift med 2) 1538 med Maria av Guise
Barn (i andra äktenskapet)
1. Maria Stuart